# Czasopismo Techniczne
«Czasopismo Techniczne» (Технический журнал) — польский технический журнал, общий печатный орган Польского Львовского политехнического общества и Краковского технического общества до 1890 года. С 1883 года и до 1890 года журнал выходил во Львове. В это время журнал освещал вопросы техники, технологического образования и развития промышленности в Речи Посполитой. С 1890 журнал разделился на два самостоятельных издания, которые выходили одновременно в Кракове и Львове с одинаковым названием. С 1900 года краковский журнал был переименован в «Architekt» и прекратил своё существование в 1932 году. Львовский журнал «Czasopismo Techniczne» издавался непрерывно с 1883 по 1939 год.

## История
В 1877 году во Львове вышел технический журнал «Dźwignia». Главным редактором этого журнала был Людвик Радванский. Среди редакционной коллегии этого журнала были профессора Львовского политехнического университета, среди которых был также Юлиан Захаревич. Первоначально журнал выходил один раз в месяц. С 1888 года он стал выходить 24 раза в год, а с1913 года стало выходить 36 номеров в год.
В 1882 году редакционная коллегия львовского журнала «Dźwignia» приняла решение издавать журнал совместно с Краковским техническим обществом под названием «Czasopismo Techniczne». Редакция совместного журнала находилась во Львове. Первоначально журнал выходил один раз в месяц. С 1888 года он стал выходить 24 раза в год, а с 1913 года львовский журнал имел периодичность 36 номеров в год.
В 1890 году решение о совместном издании общего журнала было отменено. Поводом разрыва отношений между львовской редакцией и Краковским техническим обществом стал конфликт, возникший после публикации статьи о конкурсе на строительство здания Промышленного музея во Львове.
На протяжении 1890—1899 годов во Львове и Кракове издавалось два разных журнала под одинаковым названием «Czasopismo Techniczne». В 1900 году краковский журнал стал публиковать статьи преимущественно на архитектурные темы и был переименован в «Architekt». Краковский журнал «Architekt» выходил до 1932 года.
Львовский вариант журнала под прежним названием занимался преимущественно техническими вопросами. В 1919—1920 годах журнал редактировал ректор Львовской Политехники Максимилиан Матакевич. Последним главным редактором львовского журнала были профессора Львовского политехнического университета Максимилиан Тулле и Станислав Анчиц. Львовский журнал прекратил своё существование в 1939 году.
В настоящее время собрание журнала «Czasopismo Techniczne» хранится в отделе искусств львовской Научной библиотеки имени Стефаника и в отделе редких книг Научно-технической библиотеки Львовской политехники.
С 1946 года в Краковской Политехнике имени Тадеуша Костюшко издаётся научный альманах под названием «Czasopismo Techniczne».
С 2013 года журнал выходит на английском языке под названием "Technical Transactions".